# Saint-Pôtan
Saint-Pôtan (bret. Sant-Postan) – miejscowość i gmina we Francji, w regionie Bretania, w departamencie Côtes-d’Armor.
Według danych na rok 1990 gminę zamieszkiwało 798 osób, a gęstość zaludnienia wynosiła 40 osób/km² (wśród 1269 gmin Bretanii Saint-Pôtan plasuje się na 665. miejscu pod względem liczby ludności, natomiast pod względem powierzchni na miejscu 500.).